# ベンダザック
ベンダザック（INN: bendazac）またはベンダゾリン酸（bendazolic acid）は、皮膚の治療のために、外用薬として利用される場合のある、酢酸の誘導体の1つである。示性式は、C6H5CH2C7N2H4OCH2COOHと書ける。

## 薬理作用
ベンダザックの主要な作用の1つとして、タンパク質の変性を防止する作用が挙げられる。このタンパク質変性防止作用に加えて、抗炎症作用、細胞の壊死を防止する作用、皮膚の表皮形成促進作用などが知られている。なお、抗炎症作用について、その構造から明らかなように、ベンダザックはステロイド系抗炎症薬ではなく非ステロイド性抗炎症薬（NSAIDs）に分類される。COX阻害薬ではない。ベンダザックの抗炎症作用やその他の作用は経口投与ではほとんど認められない。

## 用途
ベンダザックは外用薬として、褥瘡など物理的な原因で皮膚にできた潰瘍の治療薬として用いる場合がある。例えば、放射線の外部被曝によって、皮膚にできた潰瘍の治療薬としても用いる場合がある。
また、アトピー性皮膚炎などの皮膚炎の治療にも応用される場合があり、ステロイド系抗炎症薬とベンダザックは薬理作用が異なるため併用される場合もある。

## 合成

ベンダザックの合成。

ベンダザックは酢酸の誘導体であり、酢酸の2位の炭素原子に結合している水素原子の1つが、大きな置換基に入れ替わった構造をしている。アルキル化には2-クロロアセトアミド（上図の2）を使用し、得られたアミド（3）を加水分解してカルボン酸であるベンダザック（4）を得る。